# Паньковка (Славяносербский район)
Паньковка (укр. Паньківка) — село, относится к Славяносербскому району Луганской области Украины. Де факто — с 2014 года населённый пункт контролируется самопровозглашённой Луганской Народной Республикой.

## География
Село расположено на правом берегу реки Северского Донца. К северо-востоку от населённого пункта, по руслу Северского Донца проходит линия разграничения сил в Донбассе (см. Второе минское соглашение). Соседние населённые пункты: город Луганск на юге, Металлист, сёла Приветное, Стукалова Балка, Светлое на юго-западе, Весёлая Гора (выше по течению Северского Донца) на западе, Обозное на северо-западе, Христово на севере.

## Население
Население по переписи 2001 года составляло 34 человека.

## Общие сведения
Почтовый индекс — 93731. Телефонный код — 6473. Занимает площадь 0,486 км². Код КОАТУУ — 4424581106.

## Местный совет
93730, Луганская обл., Славяносербский р-н, Весёлая Гора, ул. Калинина, 5

## Строительство Ступы Мира
К северной окраине села примыкает своим склоном меловая гора Змеиная. На ней, восточнее древнего кургана (48°42′38″ с. ш. 39°20′30″ в. д.), строится Ступа Мира (48°42′37″ с. ш. 39°20′42″ в. д.). Хозяин строительства — всемирно известный буддийский монашеский Орден Ниппондзан Мёходзи.
Помочь строительству может любой , а начато оно в результате многолетних трудов всех монахов Ордена.
Особое усердие проявил монах Роман Турчин, кто в прямом смысле положил свою жизнь на алтарь строительства первой украинской Ступы. Пример монашеского братства в усердии явил Сергей Жданкин, кто принял дела строительства у перешедшего в другой мир Романа и продолжает им начатое.
До прихода в Паньковку монахи собирались начать строительство Ступы на Горе Всех Религий в Каменке (Лутугинский район, Луганская область), где им для этого было отведено место. 28 апреля 2003 Роман Турчин инициировал и вместе с Николаем Тарасенко организовал на том месте празднования 750-летия Наму-Мё-Хо-Рэн-Гэ-Кё, которое собрало большое количество гостей.
Со временем, по рекомендации Николая Тарасенко и прочим причинам, было решено перенести строительство в Паньковку, где Роман Турчин основал буддийский монастырь после выбора из множества других мест и по благословению своего духовного наставника.
Монахи, пришедшие в Орден с постсоветских просторов, нашли в Паньковке своё Место Пути для строительства Ступы Мира; их постоянно вдохновляет и всегда стремится посетить Учитель Ордена Ниппондзан Мёходзи в Евразии —- Дзюнсей Терасава, чьё усердие в строительстве подобных сооружений всемирно известно.
Из-за событий, имеющих место с весны 2014-го, строительство пришлось приостановить, а монахам ― покинуть Место Пути, которое затем не избежало осквернения.

## Дополнения
- Slavyanoserbsk.com (4 апреля 2013). В Славяносербском районе построят Буддийскую Ступу (Фото). Славяносербск. Дата обращения: 1 января 2016.
- Прогноз погоды в с. Паньковка (2013). Дата обращения: 21 октября 2013.
- Волкова, Наталия (19 октября 2007). В луганскую землю зароют останки Будды. Сегодня.ua. Дата обращения: 21 октября 2013.
- Жданкин, Сергей. Сообщения (2013). Дата обращения: 20 октября 2013.